# 윤치오
윤치오(尹致旿, 1869년 9월 10일 ~ 1950년 12월 22일)는 구한말의 교육자이며 일제강점기의 관료이다. 대한제국 당시 학부에서 근무하였고, 일제강점기에 중추원 부찬의와 중앙중학교장 등을 지냈다. 한국 최초로 자전거를 도입한 사촌형 좌옹 윤치호가 준 자전거가 도둑맞은 것이 기사에 실리기도 했다. 첫 부인과 사별후, 재혼할 때 언론에 공개구혼을 하기도 했다. 그의 공개 구혼은 한국 역사상 기록에 나타난 초기의 공개구혼 자료들 중의 하나이기도 하다. 제4대 대통령을 지낸 윤보선의 큰아버지이다.
을사 보호 조약 체결 이후 각종 교육, 계몽단체에 가입하여 활동하였으나 실패하였다. 1907년 9월 여자보학원의 후원기관인 여자보학원유지회 재단설립에 참여하고 재정 후견을 맡았으며, 창립초기 여자보학원유지회 재단의 임시이사장직을 잠시 맡았다. 1908년 9월 육군연성학교 교장 이희두가 무도기계체육부를 조직하는데 참여하고 재정후원을 하였다. 1908년 11월 양원여학교 영어교사로 있던 후처 윤고려가 양심여학교를 설립, 개교하는데 후원하였다. 1908년(융희 2년) 기호흥학회, 서북학회 등의 교육 후원기관에 가입하여 회원으로 활동했다. 1908년 9월 7일 공업전습소 학생들이 설립한 공업연구회를 후원했고, 기관지 공업계의 필진으로 활동했다.
1910년 한때 중추원 찬의직에 임명되었으나 1915년 빚으로 피소되면서 사퇴했다. 서예를 좋아하고 골동품과 고미술품 수집이 취미였던 그는 일제강점기 기간 중 서예와 고미술품, 골동품 수집에 전념했다.
한때 유길준, 안창호의 흥사단의 회원으로도 활동했다. 구한 말의 육군 참장 윤영렬의 아들로 윤치호의 사촌 동생이며, 제4대 대통령을 지낸 윤보선의 큰아버지이다. 의학자이자 교육자인 윤일선(尹日善)의 아버지이며, 공주의 갑부 김갑순과는 사돈간이다. 김윤정의 사위이기도 하며 정치인 겸 독립운동가 윤치영의 형이었다. )이며 본관은 해평이다. 한국의 초기 일본유학생 중의 한사람이다. 본관은 해평이고 자는 자정(子正)과 자형(子亨), 호는 동암(東庵)이다.

## 생애

### 생애 초기

#### 출생과 가계
동암 윤치오는 1869년 9월 10일에 충청남도 아산에서 윤영렬과 청주한씨 한진숙의 9남 3녀 중 장남으로 태어났다. 구한국의 개화파 정치인 윤치호는 그의 사촌 형이었다. 대통령을 지낸 윤보선의 큰아버지이다. 윤치오의 아버지 윤영렬은 지중추부사 윤취동의 차남으로, 천안의 도적을 토벌한 뒤 동학군과 안성의 도적을 토벌하고 육군 정령과 참장을 지냈다. 어머니 한진숙(韓鎭淑)은 청주 한씨로, 대한 제국 때 말 전라도 관찰사와 경상도 관찰사, 육군 참장을 지낸 한진창(韓鎭昌)의 누이이기도 했다.
유년기에 고향 아산에서 한학을 수학하였다. 5세 때부터 한학을 수학한 그는 실력이 뛰어나 신동이라는 별명을 들었으며, 사서삼경을 통달하였다.
어려서 할아버지 윤취동에게 사서삼경과 한학을 배웠다. 그러나 개화의 물결이 밀려오자 조부 윤취동은 손자인 그에게 학자가 될 것을 권하였으므로 조혼 후 고승이 많다는 금강산 표훈사(表訓寺)에 들어가 불경과 유학을 공부하였다. 그 뒤 3년간 학업에 정진하였다.

#### 일본 유학, 개화파 활동
그러나 개화에 투신하기로 결심하고 관직에 투신, 1894년 9월 12일 의정부의 추천으로 의정부주사(議政府主事)가 되었다가 중추원 참서관(參書官)을 지냈다. 1894년(고종 32년) 12월 갑신정변 당시 백부 윤웅렬, 사촌 형 윤치호가 개화당에 협력한 일로 윤치오도 개화파로 지목되자, 윤치오는 배편으로 일본으로 망명했다. 일본에 건너간 후 도쿄에 체류했다. 이때 그는 후쿠자와 유키치(福澤諭吉)의 문하생으로 수학하다가 1년 뒤 게이오의숙(慶應義孰) 입학하였다. 1895년(고종 33년) 게이오의숙 재학 중 그해 9월 6일 중추원 참사관에 임명되고, 현지에서 겸직 일본특파대사에 임명되었다. 그해 10월 의화군 이강이 특파대사가 되자 다시 특파대사 수행원 자격으로 일본 도쿄에 체류하였다. 1896년 12월 동생 윤치성과 함께 게이오 의숙을 졸업하였다.
게이오 의숙에서 학업을 마치고 한때 동경외국어학교에서 조선어 교사 생활을 하였다. 이때 아내 이숙경을 데려갔으나 이숙경은 1년 뒤인 1895년 배편으로 제물포로 건너오게 되었다. 1895년(고종 32년) 중추원 참서관(中樞院參書官)을 거쳐, 그해 9월 6일 사촌 형 윤치호와 함께 일본특파대사의 수행원으로 임명되었다. 그 뒤 사촌 형 윤치호의 권고로 유학을 결심, 일본으로 건너갔다고도 한다.

### 교육 계몽 활동

#### 관료·교육 활동

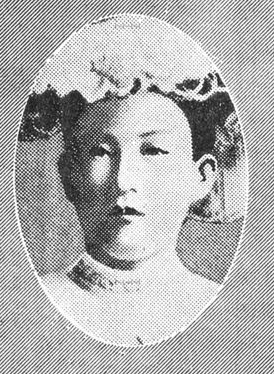
첫 부인 이숙경

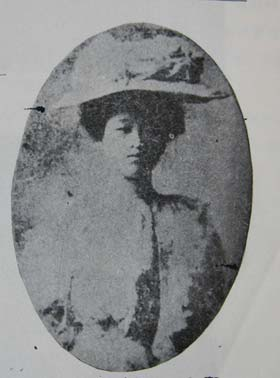
둘째 부인 윤고려

1897년 귀국, 대한제국 말기에 문관전고소(文官銓考所) 위원,을 지냈다. 이후 학부 학무국장과 일본 유학생 감독을 지냈고, 1907년 8월 국문 연구소가 설치되자 국문 연구소 위원장에 취임했다.
이후 그는 윤고라와 재혼하였다. 초창기의 자유결혼론은 연애와 무관했다. 대신 합리성과 투명성이 최고 원칙으로서 강조되었다. 신문에 구혼광고를 낸 후 후보자의 사진 및 제반 조건을 보고 결혼 상대를 정해야 한다는 주장이 설득력 있게 받아들여졌다. 청년 문관 윤치오는 이 주장에 따라 결혼 상대를 공모했고, 몇 명을 두고 저울질하다 김윤정의 딸 김고라를 선택했다.
신문에 윤치오의 배우자 물색 소식이 실린 후 김고라 외에도 몇 명의 ‘신여성’이 후보에 지원했으며, 결국 김고라가 최종 낙점되었다는 것이다. 김고라는 외교관이었던 아버지 덕에 일본·미국에서 여학교를 마친 보기 드문 여성이었다. 결혼 후 김고라는 남편을 따라 성을 바꿔 ‘윤고라’로 불렸고, 여성교육운동을 전개하는 등 활발한 사회활동을 했지만, 20대의 젊은 나이로 세상을 떠나고 말았다.
한국 최초로 자전거를 도입한 것은 그의 사촌형 좌옹 윤치호였는데, 자전거는 그가 주로 애용하여 화제가 되었다. 이후 그가 타고다니던 고가의 일본제 자전거가 도둑맞은 것이 신문 기사에 실리기도 했다.

#### 학무국장 재직
1905년(광무 8년) 을사 보호 조약 체결 이후 교육, 계몽을 통해 실력 양성이 필요함을 역설하였다. 1906년(광무 9년) 대한자강회에 가입, 참여하였다. 그해 7월 1일 자강회 인천지회장 정재홍(鄭在洪)이, 당시 이완용내각의 궁내부대신 박영효(朴泳孝)를 육혈포로 저격, 중상을입히고 자결하였다. 7월 6일 윤치오는 유병필(劉秉珌), 지석영(池錫永) 등과 정재홍의 장례식을 주관하고, 그를 기리는 취지서를 지었다.
1906년 10월 일본유학생 감독이 되어 도쿄에 파견되었다가 1907년(광무 10년) 3월 귀국하였다. 그해 2월 국내에서 조직된 동지친목회의 발기인에 추대되고, 그해 4월 19일 다시 학부 학무국장이 되었다. 5월 21일 문관전고소(文官銓考所) 위원을 겸임하였다. 6월 3일 학무국장으로 국문연구소 위원장(國文硏究所委員長)를 겸하였으며, 다시 1907년 7월 문관전고소 위원과 국문연구소 소장을 겸직했다. 7월 30일 책례 때 책례도감 봉금보관(捧金寶官)으로 참여한 공로로 정3품 통정대부로 승진하였다.
학부 학무국장으로 재직 중에도 사회단체에 관여, 1907년 11월 유길준이 흥사단을 창설하자 가입하여 회원이 되었다. 그 뒤 흥사단(興士團)의 간부를 지내기도 했다. 1907년 여성 학교인 여자교육회가 3천원의 빚으로 부속학교인 여자보학원(女子普學院)이 운영난에 처하자, 윤치오는 11명의 유지들을 설득, 여자보학원의 운영비를 충당하고 자신도 일부 기부금을 내어 1907년 9월 여자보학원유지회(女子普學院維持會) 재단을 설립하였다. 그는 창립초기 여자보학원유지회 재단의 임시이사장직을 잠시 맡았다. 1908년 5월 25일에 발간된 여자보학원의 학교 학보인 《녀자지남(女子指南)》의 편집, 발간에 참여하였다. 그는 여자보학원이 1909년 2월에 여자 보명학교(輔明學校)와 통합할 때까지 보학원의 재정 후원을 맡았다. 1908년 9월 육군연성학교 교장 이희두(李熙斗)가 기계체조 훈련기관인 무도기계체육부(武徒器械體育部)를 조직하는데 동참하고, 기계체조 보급 사업의 후견인이 되었다.

#### 교육기관 후원 활동
그는 공개 구혼으로 재혼한 후처 윤고려가 양원여학교의 영어교사로 교단에 서는 것을 후원하였다. 당시 주변의 편견과 맏며느리라는 위치를 들어 윤고려를 중상비방하는 이들이 있었으나 윤치오는 오히려 아내 윤고려를 적극 지지하였다. 1908년 11월초부터 부인 윤고려가 양심여학교 발기회를 조직하고, 11월 11일 양심여학교가 개교되자 윤치오는 양심여학교의 개교, 자금을 후원하였다. 11월 11일 윤치오와 유길준, 윤치호는 양심여학교 재단 고문으로 위촉되었다.
1908년(융희 2년) 기호흥학회 평의원이 되고 서북학회에 가입하여 회원이 되었다. 5월 21일에 비원에서 개최된 관립·사립학교연합운동회의 대회장에 피선되었다. 1908년 9월 무관학교 교장 이희두(李熙斗) 등과 함께 일반 국민의 체육발전을 위하여 군인구락부에 무도기계체육부(武徒器械體育部)를 설립하는데 참여하였으며, 여기에서 활쏘기·승마·유도·격검(擊劍) 등을 가르치게 하여 이들 체육종목의 보급과 발전을 추진하였다. 1908년 6월에는 양원여학교가 설립되자 학교에 기부금을 기탁하였다. 1908년(융희 2년) 9월 27일 대한제국 순종이 일본, 독일식 관료 채용시험을 도입할 때, 학부 편집국장 어윤적(魚允迪), 학부 서기관 민건식(閔健植), 학부 비서관 이만규(李晩奎) 등 6명과 함께 문관시험보통전형위원의 한 사람에 임명되었다.
1908년 9월 7일 공업전습소 학생들이 공업연구회를 창립, 발기할 때 참여하고 공업연구회 회원이자, 1909년 1월 28일에 창간된 공업연구회 기관지 《공업계 (工業界)》의 필진으로 참여하였다. 1909년 교육계몽단체인 강구회(講舊會) 간사로 활동했다. 1909년 11월 이토 히로부미의 죽음을 추도하는 관민추도회에 정부측 대표로 파견되어 포진담임위원에 되었다.
1910년 중앙학교의 제4대 교장 을 지냈다. 또한 그는 천도교의 중앙 강당 건립에 자신의 땅 1,500평을 기부하기도 했다. 7월 23일 종2품으로 승진하였다.

### 생애 후반

#### 한일 합방과 직후

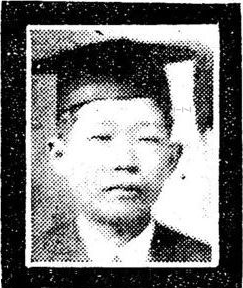
미국에서 요절한 셋째 아들 윤왕선

1910년 8월 대한제국 중추원 부찬의가 되었고, 8월 27일 가선대부로 승진했다.
1910년 8월부터 9월 10일까지 기호학회의 학교인 경성부 북부 대안동의 사립 기호학교(私立畿湖學校)의 교장을 지냈다.
1910년 10월 한일 합방 조약 이후, 조선총독부 중추원 부찬의에 임명되었다. 1911년이후부터 1915년 3월까지 4년6개월간 중추원 찬의를 지냈다. 1911년 6월 16일 조양구락부(調陽俱樂部)의 후원 단체로 조직된 정악유지회(正樂維持會)의 재단 이사가 되었다. 1912년 1월 조선총독부에서 친일 유림들의 친목단체인 이문회(以文會)를 조직할 때 가입하고, 간사로 피선되었다. 그해 7월 정5위에 서위되었다.
그의 친구들 중에는 10년 이상 나이차이가 나는 김윤식도 있었다. 그는 당시 골동품을 수집했는데, 김윤식에 의하면 '옛 집안 후예 가운데 영락하여 궁핍한 이가 많아 대대로 소장하던 보물을 꺼내 싼값에 시장에 팔아서 이리저리 옮겨지다가 해외로 흩어져 버린 것이 이루 다 헤아리지 못한다. 동암이 이것을 애석하게 여겨 큰돈을 아끼지 않고 사들였다. 세월이 오래되니 쌓아둔 것이 공후(公侯)나 세가(世家)보다 많아져 모두 비단 장정과 옥축(玉軸)을 하여 선반에 얹어 놓거나 상자에 넣어두었다' 한다. 그는 골동품, 고서화, 고미술품을 수집하던 창고를 집고루(集古樓)라 하였다. 김윤식은 윤치오의 창고 집고루의 이력을 소개한 집고루기(集古樓記)를 써서 헌정하였다.
1914년 4월 매일신보가 주최하는 일본 시찰단인 조선진신시찰단(朝鮮縉紳視察團)의 일원으로 선발되어 일본을 시찰하고 귀국하였다. 그러나 지인의 빚 보증을 서주었다가 이자가 5천원에서 9천원으로 늘어나자 빚을 갚지 못하고, 1915년 3월 사기 혐의로 체포되자 중추원 찬의직을 사직했다. 이후 일체의 공직 요청을 거절했다.

#### 사회 활동
1909년 6월 미국 시애틀 박람회에 자극받아서 창립된 한미흥업회사(韓美興業會社)의 창립발기인 겸 주주로 참여했다. 그러나 1910년 10월 문닫았고, 1913년 다시 이정희(李庭禧) 등과 함께 한미흥업회사를 설립하여 판매 수익금으로 독립단체 자금을 후원하였다. 1912년 한일합방 관련자가 아닌데도 한국병합기념장을 특별히 받았던 그는 1915년 빚을 갚지 못해 체포될 때 서훈을 박탈당했다. 1916년 6월 경성복심법원에서 징역 1년에 집행유예 2년을 선고받았다. 이듬해 풀려나 1918년 4월 매일신보사가 주최하는 규슈시찰단(九州視察團)의 한 사람으로 참가하고 귀국했다. 그 외에 중앙중학교 교장을 지냈다. 윤치오는 초기 조선인 일본 유학생의 한사람이기도 했다.
1911년 일제의 압력으로 흥사단이 해단되었으나 그는 탈퇴하지 않았는데 뒤에 안창호에 의해 다시 흥사단을 부활되었다. 이후 그는 흥사단의 간부를 역임하기도 했다. 일제 강점기 동안 교육과 계몽, 사회 사업에는 참여하였으나 정치적인 발언은 자제하였다. 1918년 매일신보가 후원하는 규슈 시찰단의 한사람으로 일본에 다녀왔다. 1919년 경성에서 3·1 만세 운동에 참여했다가 체포를 모면하였다. 이후 칩거하며 흥사단 활동 이외에는 은인자중하였다. 1925년 조선전기공업주식회사 감사로 선출되었다.

#### 생애 후반
교육, 계몽활동과 교육기관 후원이 모두 좌절되고 학교들이 조선총독부 학무국의 인허가 불허로 폐교되자 좌절, 서예와 골동품, 고미술품 수집으로 소일하였다. 그가 수집하여 집고당에 소장하던 미술품, 그림들은 태평양 전쟁 때와 8.15 해방 직후 상당부분 약탈당했고, 6.25 전쟁으로 화재에 소실되었다.
1937년 8월 조선총독부에서 주최하는 시국간담회에 참석하였고, 수양동우회 사건이 발생하자 총독부 경무국 당국으로부터 불령선인으로 의심받았다. 1939년 11월 조선유도연합회 평의원에 선출되었다. 1940년 해평윤씨 문중 문장(종친회장)을 선출 때 유력인사였으나 그는 문장 자리를 동생 윤치소에게 양보했다. 1941년 11월에야 수양동우회 사건 관련자 전원이 무죄 석방되면서 조선총독부 경무국의 감시가 풀리게 되었다. 이후 조선총독부에서 중추원 참여 권고가 들어왔지만 모두 사양했다.
시를 짓는데 재주가 뛰어났던 그는 조선총독 사이토 마코토와 정무총감 오노에게 시를 지어 헌정했다. 그런데 1942년 조선총독부 총독 미나미 지로가 임기를 마치고 본국으로 소환될 때 송별시를 지었고, 일본연합군함대 사령관 야마모토 이로소쿠가 1943년에 사망하자, 그해 11월 야마모토 이소로쿠를 추도하는 추도시를 지었다가 학생들과 사회적으로 지탄을 받기도 했다. 광복 이후 그는 특별한 공직 경력이나 친일 행적이 없었으므로 친일파로 몰리지 않았고, 반민특위에 회부되지도 않았다. 이후 1950년 12월 22일에 사망하였다.

### 사후

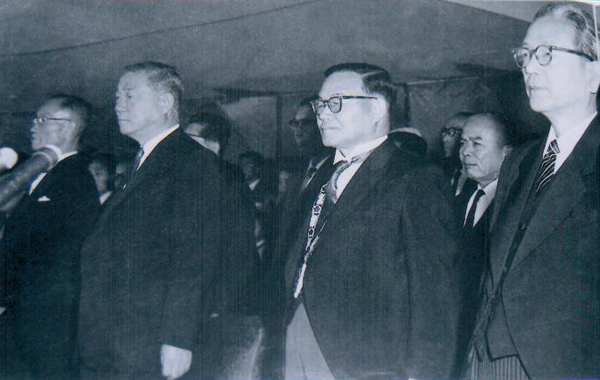
제2공화국의 대통령인 조카 윤보선(오른쪽에서 두 번째)과 총리 장면

사후 시신은 양주군 진건면 배양리(현, 남양주시 진건면 배양리) 산 75-5번지에 전부인 연안이씨 이숙경(李淑卿), 후부인 청도김씨 김고려(金高麗)와 함께 합장되었다. 후에 2000년대 이후 충청남도 아산시 음봉면 원남리 180-2번지, 장남 윤일선 묘소 근처로 이장되었다.
동생 윤치명 역시 교육자로 대한제국 말기에 학부 주사를 지냈다. 아들 윤일선은 의학자였고, 윤명선은 고등문관시험에 합격하여 만주 간도성 차장을 지냈으며 충남 공주의 갑부 김갑순의 사위가 되었다. 윤왕선은 미국으로 유학하였으나 현지에서 병으로 일찍 사망했다.
윤승선은 서울고등공업학교를 졸업하고 대한민국 정부 수립 후, 해군 시설감, 해병대 공병감 등 을 지냈다. 윤영선(尹暎善)은 충무무공훈장을 받았으며, 미국에서 정신과 전문의로 활동했다. 둘째 동생 윤치소의 장남 윤보선은 1960년 대한민국 제4대 대통령을 지내기도 했다.

## 가족 관계
그에게는 5명의 남동생과 2명의 누이가 있었고, 그 밖에 29세 차이가 나는 남동생 윤치영과 있었다. 그밖에 배다른 이복 남동생 3명과 이복 여동생 3명이 더 있었다. 김구의 인천항 수감 당시 경무관이었으며, 이승만의 고종 밀사 파견시 주미국 조선대사관의 서기관이었던 김윤정이 그의 둘째 부인 윤고려의 친정아버지였다. 한국 최초의 병리학자이며, 병리학, 해부학 교수로 활동한 동호 윤일선은 그의 장남이었다.
- 증조부 : 윤득실(尹得實, 1768년 ~ 1823년)
- 증조모 : 남양홍씨(1765년 - 1816년 5월 7일)
  - 종조부: 윤교동(尹敎東, 1786년 - 1829년 5월 8일)
  - 종조모: 나주임씨(羅州林氏)
  - 종조부: 윤우동(尹祐東)
- 할아버지: 윤취동(尹取東, 1798년 ~ 1863년 12월 21일)
- 할머니: 고령신씨(高靈申氏)
- 할머니: 안동김씨(安東金氏, 아버지 윤영렬·윤웅렬 형제의 생모)
  - 고모: 해평윤씨(1835년 - 1920년)
  - 고모부: 이원시(李源始, 본관은 용인), 2남 2녀
    - 고종사촌: 용인이씨
    - 고종매부 : 이정구(李鼎九), 본관은 우봉
- 아버지: 윤영렬(尹英烈, 1854년 4월 15일 ~ 1939년 11월 4일)
- 어머니: 한진숙(韓鎭淑, 1851년 3월 29일 ~ 1938년 2월 18일), 한말 전라도 관찰사와 경상도 관찰사, 육군 참장을 지낸 한진창(韓鎭昌)의 누이
  - 둘째 동생 : 윤치소(尹致昭, 1871년 8월 25일 ~ 1944년 2월 20일)
    - 조카 :前 대통령 윤보선(尹潽善, 1897년 8월 26일 ~ 1990년 7월 18일)- 대한민국 제4대 대통령
    - 조카 : 윤원선(尹源善, 1910년 10월 27일 ~ 1971년 12월 16일) 前 경기도지사

  - 셋째 동생 : 윤치성 (尹致晟, 1875년 4월 7일 ~ 1936년 8월 11일)
  - 넷째 동생: 윤치병(尹致昞, 1880년 7월 10일(음력 6월 4일) - 1940년 양력 1월 24일)
  - 다섯째 동생: 윤치명(尹致明, 1885년[1][12] 음력 9월 - 1944년 양력 4월 21일)
  - 여섯째 동생: 동산 윤치영(東山尹致暎, 1898년 2월 10일 ~ 1996년 2월 9일)
  - 일곱째 동생: 이름 미상
  - 첫째 누이: 윤활란(尹活蘭, 4남 3녀를 둠)
  - 둘째 누이: 윤노덕(尹老德, 1889년 6월 14일 - 1979년 11월 24일, 다른 이름은 윤정숙(尹貞淑), 정동교회 최초의 여성장로 역임.)
  - 둘째 매제: 이병림(李丙琳), 사학자 이병도의 6촌 형, 1남 4녀
    - 외조카 : 이영희, 이화여자대학교 음과대학 교수
    - 외조카 : 이달희
    - 외조카 사위 : 한상준, 제6대 한양대학교 총장
- 서모 : 이름 미상[13], 아버지 윤영렬의 첩
  - 이복 여동생 : 윤씨, 이름 미상
    - 외조카딸: 허현자(許炫子)
    - 외조카사위 : 김두만(金斗萬, 1927년 2월 16일 ~ , 전 공군참모총장, 대붕상사 회장 역임)
- 서모 : 장복첨(張福瞻, 1902년 1월 22일 ~ 1950년 8월 3일)
  - 이복 동생 : 윤치정(尹致晶, 1921년 11월 25일 ~ ?)
  - 이복 여동생 : 윤길희(尹吉喜, 1924년 6월 16일 ~ 1973년 6월 28일)
  - 이복 여동생 : 윤인희(尹麟喜, 1927년 1월 17일 ~ ?)
  - 이복 동생 : 윤치일(尹致日, 1935년 2월 10일 ~ 1985년 4월 8일, 묘는 화장하였음)
    - 이복 제수 : 김정숙(金貞淑, 김해김씨, 1938년 3월 10일 ~ ), 김계준(金溪俊)의 딸

- 부인: 이숙경(李淑卿, 다른 이름은 이경숙(李敬淑), 연안이씨, 1869년 8월 14일 ~ 1909년 1월 25일), 이면익(李冕益)의 딸
  - 첫째 아들: 윤일선(尹日善, 1896년 10월 5일 - 1987년 6월 22일)
  - 첫째 며느리 : 조마구례(趙瑪玖禮, 다른 이름은 조영숙(趙榮淑) 또는 Margaret Young Sook Cho, 1901년 12월 14일 ~ 2003년 8월 9일)
    - 손자: 윤석구(尹錫求, 1929년 9월 6일 - , 물리학자, 미국 사지노 대학 물리학과 교수)
    - 손자: 윤탁구(尹鐸求, 의사·원자력 병원장 역임
    - 손자: 윤종구 (尹鍾求, 1933년 7월 24일 - , 의사, 서울대학교 의과대학 소아과학교실 교수)
    - 손자 며느리: 문이숙(文利淑, 의사)
    - 손자: 윤진구 (尹鎭求, 1936년 3월 22일 - )
    - 손자: 윤용구(尹鏞求, 1937년 - )
    - 손자 며느리: 윤양희(尹洋姬, 음악가·파이프오르가니스트·언론인, 총신대학교, 이화여자대학교 교수)
    - 손녀 : 윤영구 (남편 최희창의 성을 따라 Alice Yun Chai 또는 앨리스 최로 불림, 1928년 7월 10일 - 2011년 5월 9일, 하와이대 여성학과 (Department of Womens Studies) 교수)
    - 손녀 사위 : 최희창(Hichang Chai)
    - 손녀 : 윤용구(1929년 9월 6일 - )
    - 손녀 사위 : 패트릭 로이트, 미국천문대원

  - 둘째 아들: 윤명선(尹明善, 1900년 9월 1일 - 1946년 2월 11일)
  - 둘째 며느리: 김정자(金貞子[14], ? - ?)
    - 손자: 윤일구
    - 손자 며느리: 다이애나 윤(Diane Yun, 미국 사람, 대학 교수)
    - 손자 : 윤오구

  - 셋째 아들: 윤왕선(尹旺善, 1902년 1월 - 1926년 8월 20일)
  - 넷째 아들: 윤승선(尹昇善, 1904년 8월 7일 - 1966년 7월 20일)
  - 넷째 며느리: 이을남(李乙南, 1911년 8월 3일 - ?) 역사학자 이병도의 6촌 여동생
    - 손자: 윤광구 (尹光求, 1932년 - 사망) 해군 대령
    - 손자: 윤원구(尹元求, 1934년 - )
    - 손녀: 윤순구
    - 손녀사위: 이정춘
    - 손녀: 윤환구
    - 손녀사위: 이흥종

  - 첫째 딸: 윤시선(尹時善, 1898년 5월 30일 ~ ?), 화가, 1950년 8월 30일 납북됨
    - 맏사위: 민원식(閔瑗植, 1898년 - ?) - 독립운동가, 민영환의 6촌인 민영철의 셋째 아들, 독립운동가 김규식의 보좌진, 광복 후 외무부차관 역임, 1950년 8월 30일 납북됨
      - 외손자 : 민병욱(閔丙昱)
      - 외손자 : 민병창(閔丙昌)

  - 둘째 딸: 윤환선(尹晥善)
  - 셋째 딸: 윤정선(尹晶善, 1908년 7월 8일 - ?)
  - 셋째 사위: 김종훈(金鐘勳), 본관은 김해
    - 외손자 : 김성수
    - 외손자 : 김지수
    - 외손자 : 김장수
    - 외손자 : 김총수
    - 외손자 : 김연수
    - 외손녀 : 김문수
    - 외손녀 : 김인수
    - 외손녀 : 김윤수
- 부인: 윤고려(尹高麗, 다른 이름은 윤고라, 1891년 4월 14일 ~ 1913년 12월 28일) - 김윤정(金潤晶)의 딸[15] 윤고려는 본래 김씨이나 남편을 따라 성을 바꾸었다.[16][17]
  - 넷째딸 : 윤융희[18]
  - 다섯째 아들 : 윤욱선
  - 여섯째 아들 : 윤창선[18]
- 부인: 현송자(玄松子, 1899년 5월 16일 ~ 1978년, 현영운과 배정자의 딸)
  - 일곱째 아들: 윤영선(尹暎善, 1922년 11월 11일 - , 의사·외과의사, 산부인과의사, 정신과 전문의), 의학박사, 중령
  - 일곱째 며느리: 이봉규(李鳳圭)
    - 손자 : 윤숭구(尹崇求, 1953 - )
    - 손자 : 윤형구(尹炯求, 1947 - )

  - 여덟째 아들: 윤대선(尹日+大善, 1929년 2월 23일 - 1939년 11월 30일)
  - 다섯째 딸: 윤효선(尹曉善, 1925년 4월 7일 - )
  - 다섯째 사위: 이성수(李聖洙), 전주이씨
    - 외손자 : 이일봉
    - 외손자 : 이차봉
    - 외손녀 : 이욱경
- 동생 : 윤치영(尹致暎, 1898년 양력 2월 10일 - 1996년 양력 2월 9일)
  - 제수 : 이병영(李丙暎, 1900년 ~ 1926년 2월 7일), 본관은 우봉, 수군절도사 이봉구(李鳳九)의 딸, 사학자 이병도의 여동생. 며느리 이을남의 6촌 언니.
- 백부 : 윤웅렬(尹雄烈, 1840년 5월 18일(음력 4월 17일) - 1911년 양력 9월 22일)
- 백모 : 전주 이씨(全州李氏, 이름은 이정무, 1844년 9월 27일 - 1936년 2월 12일)
  - 사촌 누나 : 윤경희(尹慶姬, 1862년 - 1931년)
  - 사촌 형 : 윤치호(尹致昊, 1865년 - 1945년 12월 9일)
- 백모 : 김정순(金貞淳, 1879년 3월 15일 - 1959년 11월 16일)
  - 사촌 동생: 윤치왕(尹致旺, 1895년 2월 17일[19] ~ 1982년 12월 21일)
  - 사촌 동생: 윤치창(尹致昌, 1899년 3월 5일 - 1973년 10월 1일)
- 외증조부 : 한익상(韓益相, 1767년 ~ 1846년, 병조참판 역임)
- 외할아버지 : 한치원(韓致元, 1821년 ~ 1881년, 호는 동랑(冬郎), 부호군 역임)
  - 외삼촌 : 한진창(韓鎭昌, 1858년 1월 26일 ~ 1935년 2월 2일)
- 장인: 김윤정(金潤晶, 1869년 - 1949년), 두 번째 부인 윤고려의 친정아버지
- 사돈 : 남궁억(南宮檍, 1863년 12월 27일 ~ 1939년 4월 5일) - 5촌 조카 윤광선의 장인
- 사돈 : 민영철(閔泳喆, 1864년 ~ 1912년) - 딸 윤시선의 시아버지이자 동생 윤치소의 아들 윤보선의 장인, 민영환의 6촌 동생
- 사돈 : 현진건(玄鎭健, 1900년 8월 9일 ~ 1943년 4월 25일) - 7촌 조카사위 현정건의 동생이며, 후처 현송자의 6촌 동생
- 사돈 : 손정도(孫貞道, 1872년 7월 26일 ~ 1931년 2월 19일) - 사촌동생 윤치창의 장인
- 사돈 : 손원일(孫元一 , 1909년 5월 5일 ~ 1980년 2월 15일) - 사촌동생 윤치창의 처남

## 같이 보기
| - 학부 - 게이오기주쿠 고등학교 - 갑신정변 - 갑오경장 - 학무국 - 윤일선 - 윤치호 - 윤치성 - 윤치병 - 윤치소 - 윤보선 - 유길준 - 이숙경 - 현송자 - 김옥균 - 김홍집 | - 흥사단 - 중앙학회 - 양기탁 - 안창호 - 윤치영 - 이병도 - 민영철 - 민원식 - 김규식 - 김구 - 김윤정 - 윤고라 - 이승만 - 이철 - 윤탁구 | - 이상재 - 변영로 - 장덕수 - 유성준 - 중앙학교 - 김성수 |

## 평가
친구 김윤식의 인물평에 의하면 그는 다방면에 지식이 있었고, 옛 도를 좋아했다 한다. 김윤식은 "내 친구 윤동암(尹東庵)은 박학하고 옛 도를 좋아하는 선비이다. 평소에 좋아하는 것이 없지만 유독 서화와 골동품을 목숨처럼 좋아한다."고 했다. 한편 사촌 형 윤치호는 그가 허영심이 심하다고 비판하였다. 윤치오는 유교, 불교, 기독교 모두 좋아한다 했는데, 윤치오가 막대한 빚을 떠맡게 되자 사촌 형 윤치호는 이 무엇도 그를 구제해주지 못한다고 지적했다.

## 기타
넷째 아들 윤승선은 대한민국 해군 시설감과 해병대 공병감 등으로 활동했고, 일곱째 아들 윤영선(尹暎善)은 충무무공훈장을 받았으며, 미국에서 정신과 전문의로 활동하였다.
한국 최초의 올림픽의 승마 출전 선수로 1952년 로마 올림픽에 승마 선수로 출전한 민병선(閔丙瑄)과 사돈이 된다. 민병선은 올림픽 승마 감독으로 활동했고, 인천조선공업의 창업주였다. 민영휘의 손자인 민병선의 딸 중 1명이 그의 윤치오의 손자 중 1명과 결혼했다.

### 여성 교육
그는 한국 최초로 여성 교육의 필요성을 주장하였다. 1908년 4월 여자에게도 남자와 같이 중등교육을 장려하기 위하여 고등여학교령을 진언, 제정하여 이를 공포하게 하였다. 당시까지만 해도 한국에서는 여성에게는 학문이 필요없다고 인식되던 시기였다.

### 이병도 가문과의 관계
그는 이병도와 사돈간으로 이병도는 그의 아들 윤승선은 이병도의 6촌 여동생인 이을남과 결혼했다. 또한 이병도의 가문과는 이중으로 겹사돈관계를 형성했는데, 이병도는 그의 며느리 이을남의 6촌 오빠이면서 그의 동생 윤치영의 처남인 동시에 동생 윤치소와도 사돈간이 된다.
동생 윤치소의 넷째 딸 윤계경(尹桂卿, 1918년 2월 13일 ~ ?)은 이재녕(李宰寧, 1918년 5월 4일 ~ )과 결혼했다. 이재녕은 이병도의 형 이병묵(李炳默)의 아들로, 수군절도사 이봉구(李鳳九)의 손자이다. 또한 동생 윤치영은 이병영(李丙暎, 1900년 ~ )과 결혼했는데, 이병영은 수군절도사 이봉구(李鳳九)의 딸, 이병도, 이병묵의 여동생이었다.
이병도, 이병묵은 그의 며느리의 6촌 오빠이면서 동생 윤치영의 처남인 동시에 동생 윤치소의 사돈이었다. 동시에 이병도, 이병묵의 6촌 형 이병림은 윤치오, 윤치소, 윤치영의 매제, 매형이 된다. 윤치오, 윤치소의 여동생이자 윤치영의 둘째 누나인 윤정숙(尹貞淑)은 이병도, 이병묵의 6촌 형 이병림(李丙琳)과 결혼했다.

## 참고 문헌
- 한기언·이계학·이길상 공편,《한국교육사료집성-개화기편Ⅳ》일반자료총서 93-1, 한국정신문화연구원, 1993
- 이만규,《조선교육사》을유문화사, 1947
- 정재철,《일제의 대한국식민지교육정책사》일지사, 1985